# ساچین بانسال
ساچین بانسال (به انگلیسی: Sachin Bansal) (متولد ۵ اوت ۱۹۸۱) یک مهندس نرم‌افزار و کارساز اینترنتی هندی است، که فلیپکارت، بزرگترین بستر نرم‌افزاری تجارت الکترونیک هند را بنیان گذاشت. وی در چندی‌گر به دنیا آمده و در رشته‌ٔ علوم رایانه از آی‌آی‌تی دهلی فارغ‌التحصیل شد.